# یورگن لوگینگر
یورگن لوگینگر (انگلیسی: Jürgen Luginger؛ زادهٔ ۸ دسامبر ۱۹۶۷) بازیکن فوتبال اهل آلمان است.
از باشگاه‌هایی که در آن بازی کرده‌است می‌توان به باشگاه فوتبال هانوفر ۹۶، باشگاه فوتبال شالکه ۰۴، باشگاه فوتبال فورتونا دوسلدورف، باشگاه فوتبال مونیخ ۱۸۶۰، باشگاه فوتبال بایر ۰۴ لورکوزن، باشگاه فوتبال اوردینگن ۰۵، و باشگاه فوتبال زاربروکن اشاره کرد.